# ATAC
ATAC Azienda per la mobilità di Roma Capitale S.p.A. è il maggior gestore in concessione del trasporto pubblico locale e dei servizi integrativi di Roma.
Il suo nome era un tempo l'acronimo di Azienda Tramvie e Autobus del Comune di Roma, ultima ragione sociale prima della sua trasformazione in società per azioni il cui socio unico è Roma Capitale.
ATAC è tra i maggiori fornitori di servizio di trasporti d'Italia e d'Europa; in regime di in house providing gestisce l'80% della rete autobus urbana oltre che la rete filoviaria, metropolitana e tranviaria.
Si occupa anche della conduzione dei parcheggi pubblici e quelli di parcheggi di interscambio.
Per conto della Regione Lazio esercisce, in qualità di impresa ferroviaria e gestore dell'infrastruttura, le tre ferrovie isolate Roma-Civita Castellana-Viterbo, Roma-Giardinetti e Roma-Lido.
In via residuale l'azienda dispone di un servizio di noleggio con conducente di autobus, prevalentemente gran turismo, e tram storici.
Fondata nel 1909 nell'ambito della municipalizzazione dei servizi capitolini promossa dall'allora sindaco Ernesto Nathan, rinominata durante il fascismo  ATAG (Azienda Tranvie e Autobus del Governatorato) e, nel dopoguerra, ATAC (dapprima come acronimo di Azienda Tranviaria Autofiloviaria Comunale e, a seguire, Azienda Tramvie e Autobus del Comune di Roma), l'azienda fu trasformata in società per azioni nel 1999 e scissa nel 2000 in due componenti separate e trasformata in agenzia per la mobilità, con funzioni di pianificazione e coordinazione della mobilità pubblica, e nuovamente nel 2010 con la fusione delle altre due aziende del trasporto pubblico romano, nate con la precedente riforma: Trambus (gestore della rete di superficie e fuoriuscita da ATAC nel 2000) e Met.Ro. (gestore della rete metroferroviaria e fuoriuscita da Cotral nel 2000).
Nel corso degli anni successivi furono scorporate ATAC Patrimonio, proprietaria dei beni immobili, e Roma Servizi per la Mobilità, che assunse le funzioni di agenzia della mobilità del comune che ATAC aveva perfezionato nel 2005 con l'incorporazione della Società Trasporti Automobilistici (STA).
Nel 2018 l'azienda, a causa del suo grave dissesto finanziario, fu ammessa alla procedura di concordato preventivo e risanata a spese delle casse di Roma Capitale.

## Storia

### Il trasporto pubblico a Roma

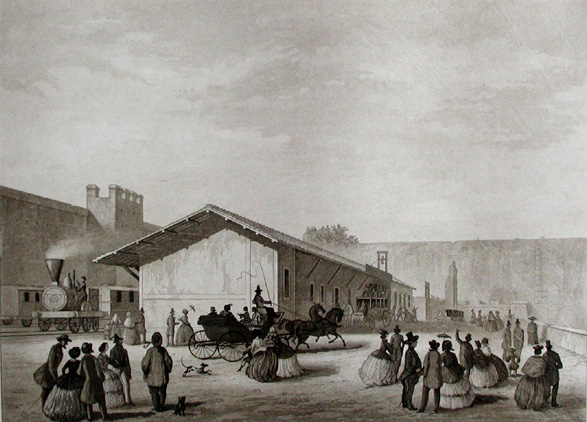
Stazione di Porta Maggiore sulla Roma-Frascati (1869)

Nella Roma papalina il servizio di trasporto pubblico era esercitato da società private su mezzi a trazione animale chiamati omnibus.
La prima di esse, a metà XIX secolo, effettuava servizio tra piazza Venezia e la basilica di San Paolo fuori le mura.
Successivamente, nel 1856, entrò in funzione la Roma-Frascati, prima strada ferrata dello Stato Pontificio.
Quando Roma fu restituita all'Italia nel 1870 divenendone capitale l'anno seguente, il servizio di trasporto pubblico contava, oltre alle linee citate, anche un omnibus in esercizio tra piazza del Popolo e San Pietro.
Il primo regolamento di servizio sotto l'amministrazione italiana fu del 1874 e nel 1876 il comune di Roma stipulò una convenzione con la compagnia privata di trasporti Società Romana degli Omnibus (SRO), poi rinnovata per ulteriori 15 anni nel 1885; al Comune spettavano, nel contratto di servizio, l'imposizione di limiti tariffari e la possibilità di chiedere l'istituzione di nuove tratte.
Nel 1886 la SRO cambiò ragione sociale in Società Romana Tramways Omnibus (SRTO) o, più familiarmente, la "Romana" che già nel 1894 gestiva 11 linee di omnibus e 9 di tranvia a trazione animale, e stava inaugurando la prima linea elettrica tra porta Pinciana e museo Borghese.

### La municipalizzazione dei servizi di trasporto
A inizio XX secolo Roma contava più di mezzo milione d'abitanti e, grazie alla concessione quasi esclusiva di cui godeva, la SRTO agiva in regime di sostanziale monopolio che, tuttavia, unito all'efficienza non all'altezza delle tariffe di trasporto praticate, iniziò a provocare malcontento soprattutto tra i lavoratori che non potevano permettersi mezzi alternativi.
Nel 1905 il parlamento aveva nazionalizzato le ferrovie e due anni prima aveva emanato una legge, la 103/1903 nota come legge Giolitti dal suo primo promotore, l'allora capo del governo Giovanni Giolitti, con la quale si autorizzavano i Comuni a municipalizzare, prendere in carico o gestire direttamente i servizi di pubblica utilità.
In forza di tale legge la nuova giunta progressista eletta nel 1907 a Roma e guidata da Ernesto Nathan presentò l'anno seguente il progetto di rete tranviaria municipale, che il consiglio comunale approvò il 20 maggio 1908 e che entrò in vigore dopo conferma tramite referendum popolare tenutosi il 20 settembre 1909.
Nonostante l'opposizione degli industriali e della vecchia aristocrazia legata al Vaticano, il referendum vide infatti l'approvazione della proposta comunale con 21110 voti favorevoli e solo 333 contrari.

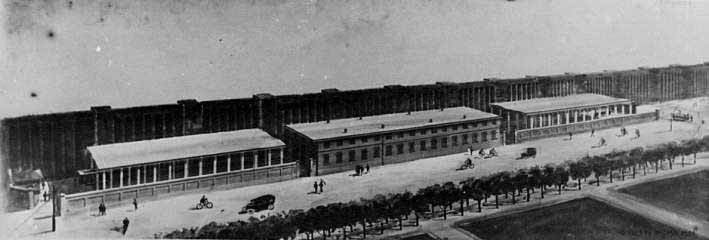
Il deposito tranviario Santa Croce a via Carlo Felice

Il 21 marzo 1911 entrò in servizio la prima linea pubblica dell'Azienda Autonoma Tranviaria Municipale (AATM), nome con cui fu nota all'origine la nuova compagnia di trasporto capitolino: si trattava di un servizio tranviario elettrico in funzione tra piazza Colonna e Santa Croce in Gerusalemme numerato III in cifre romane per distinguerlo dalle linee gestite dalla SRTO.
Proprio nei pressi di Santa Croce in Gerusalemme, a via Carlo Felice (tra porta Maggiore e porta San Giovanni), sorse il primo deposito veicoli dell'AATM.
Al netto della tariffa piuttosto economica, minore rispetto a quella offerta da SRTO, la società chiuse in attivo il primo bilancio d'esercizio, all'epoca del quale impiegava 202 dipendenti in forza di una pianificazione di organico stabilita all'interno del regolamento approvato nel 1910 dalla giunta comunale.

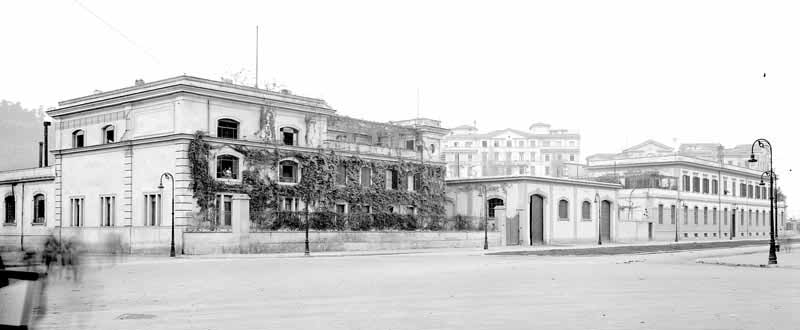
Il deposito di Piazza d'Armi al quartiere Della Vittoria

Il vertice politico dell'azienda era costituito da un presidente e una commissione amministratrice nominata dal consiglio comunale, mentre la massima carica interna era quella del direttore tecnico, che riuniva in sé le funzioni sia propriamente tecniche che amministrative.
Dal punto di vista occupazionale AATM garantiva alle proprie maestranze un trattamento economico migliore rispetto alla concorrenza: a parte la paga del direttore tecnico (12000 L. annue), avventizi e manovali guadagnavano 3 L. giornaliere; un conducente di prima classe veniva pagato 4 L. al giorno, mentre uno di seconda classe ne riceveva, sempre su base giornaliera, 3,70 per una settimana lavorativa di 63 ore su 6 giorni: la SRTO, altresì, pagava rispettivamente 3,50 e 3,25 L..
Il 22% degli utili di bilancio era, inoltre, destinato in incentivi al personale in proporzione alla propria paga.
Benché lo stipendio percepito non coprisse la malattia, l'AATM versò per conto dei conducenti un fondo annuale presso una società di mutuo soccorso; inoltre ai salariati fu possibile accedere al nuovo sistema di previdenza sociale per gli operai previsto dal governo Giolitti, al quale l'AATM contribuiva con 36 lire all'anno per ogni iscritto ripartite in sei quote da 6 lire ciascuna.
Con la progressiva scadenza delle concessioni della SRTO l'AATM, nel frattempo ribattezzata ATM, Azienda Trasporti Municipali, procedette al graduale assorbimento delle linee; la SRTO si sciolse e fu assorbita dalla Società Elettro Ferroviaria Italiana, futuro gestore della ferrovia Roma-Lido.
Dopo la Grande Guerra l'ampliamento della rete rese necessaria anche la realizzazione di un nuovo deposito che trovò collocazione nel costruendo quartiere Della Vittoria, all'epoca noto come "Piazza d'Armi" per la presenza di caserme e comandi militari.

### Il primo dopoguerra e il fascismo
Al 1921 l'ATM aveva assorbito i 2326 dipendenti dell'ex SRTO oltre alla sua rete tranviaria estesa su 66 km.
Il trasporto pubblico municipale contava quindi su 32 linee tranviarie e 5 linee automobilistiche, su tre delle quali già fin dal 1920 erano stati collaudati degli autobus elettrici a batteria, e fu avviato uno studio di fattibilità per una linea metropolitana tra piazza Venezia e porta San Paolo, che avrebbe dovuto costituire un'interconnessione con la citata costruenda ferrovia Roma-Lido.
Nel 1924 tuttavia fu ceduta alla società di trasporti privata Ugolini la rete di trasporto su gomma; l'avvento del fascismo e la trasformazione di Roma da comune a governatorato alle dirette dipendenze del ministero dell'interno cambiò le politiche di trasporto nella Capitale: la municipalizzata ricevette ordine di eliminare il trasporto in superficie su ferro dalle aree monumentali; l'ATM fu ribattezzata ATG, Azienda Tramvie del Governatorato, e successivamente, nel 1927, ATAG, Azienda Tramvie e Autobus del Governatorato.

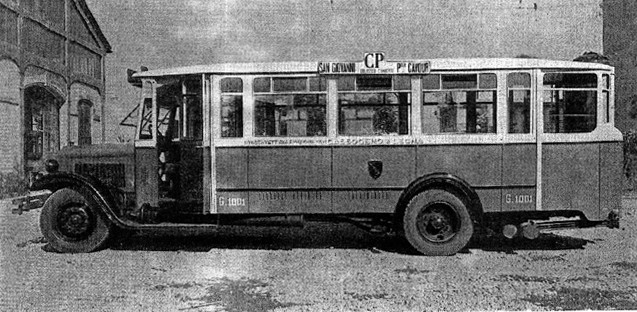
Autobus a gassogeno a legna utilizzato nella tratta porta San Giovanni – piazza Cavour

Nel 1928 il Comune aveva acquistato anche la Società Tramvie e Ferrovie Elettriche di Roma (STEFER), che gestiva le ferrovie extraurbane; dal 1930 fu data attuazione alla politica di Mussolini con la riforma tramviaria e la sostituzione nel centro di Roma del trasporto su ferro con quello su gomma.
Nel 1931 la ferrovia leggera Roma-Tivoli della STEFER passò su gomma in gestione all'ATAG.
La scarsità di carburanti liquidi portò a sperimentare nuovi modelli di veicolo a trazione a combustione equipaggiati di gassogeno a legna, ma la politica fascista di isolamento delle borgate non permetteva l'espansione alle periferie della rete di trasporto; ulteriori sanzioni inflitte all'Italia dalla Società delle Nazioni dopo la Guerra d'Etiopia spinsero all'adozione del trasporto elettrico su gomma tramite filobus: furono inaugurate nel 1937 due linee che da piazza del Popolo portavano a Ponte Milvio e a piazza del Risorgimento, numerate rispettivamente 137 e 138.

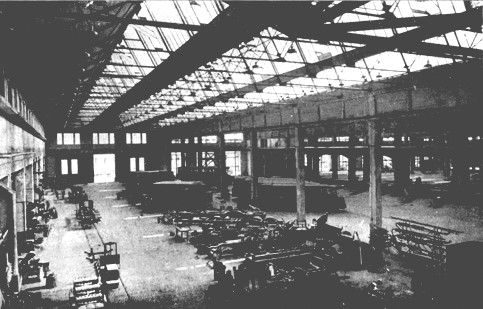
Le officine centrali (ex Tabanelli) lungo via Prenestina nel 1939

Nel 1939, ultimo anno di pace prima della seconda guerra mondiale, Roma contava 1303800 abitanti per una media giornaliera di 1300000 spostamenti cui l'ATAG faceva fronte con 11 linee su ferro e 56 su gomma di cui 11 elettriche; nel frattempo era stata acquisita anche l'area delle ex officine meccaniche Tabanelli all'inizio della divaricazione di via del Pigneto da via Prenestina, che divennero note come Officine Centrali per la manutenzione del materiale rotabile.
Se il fascismo aveva chiuso le organizzazioni sindacali e di solidarietà tra dipendenti, aveva introdotto forme di corporativismo a tutela degli impieghi pubblici: la consistenza dell'ATAG a fine decennio era di più di 7000 dipendenti dei quali solo poco meno di 2000 dediti alla conduzione degli autobus e dei tram, ma ai figli dei quali, fidelizzati al regime fin dall'infanzia con iniziative quali la "Befana fascista" fu garantito l'accesso alle scuole professionali per formare nuovi meccanici e conduttori.
La guerra richiese pesanti investimenti economici e, sulla scia della campagna Oro alla Patria della Guerra d'Etiopia del 1935, il regime decise di requisire tutto il ferro utilizzabile per gli armamenti: questo portò allo smantellamento dei binari delle linee tranviarie e alla sostituzione del servizio con autobus; contemporaneamente furono messe in campo le aiutanti femminili che furono impiegate nel ruolo di fattorine (ovvero bigliettaie) in sostituzione del personale avviato alle armi.
Il 19 luglio 1943 gli Alleati bombardarono Roma per la prima volta con obiettivo lo scalo ferroviario San Lorenzo: le officine centrali e il deposito di Porta Maggiore, nelle vicinanze del bersaglio del raid, subirono ingenti danni e anche il servizio perse regolarità, anche perché, oltre alle vetture fuori uso, molte di quelle ancora efficienti dovettero trasportare i feriti e trasformarsi di fatto in ambulanze; tre settimane più tardi, il 13 agosto, i bombardamenti riguardarono di nuovo la zona tra via Tiburtina e via Casilina, e anche diversi dipendenti dell'ATAG, residenti nel noto "Quartiere dei Tranvieri" presso viale Castrense, rimasero uccisi.
Dopo l'8 settembre Roma fu occupata dalle truppe naziste e i mezzi furono requisiti, con ciò sancendo la fine del servizio di trasporto fino a termine conflitto; il comando tedesco ordinò al governatorato di Roma di consegnare 70 mezzi su gomma e di metterne a disposizione degli occupanti anche i relativi autisti.
I mezzi consegnati furono 70 Alfa Romeo 110A, 6 Alfa Romeo 80N, 10 Lancia Junkers D3C e 20 Fiat 656 BG.

### Dal secondo dopoguerra al nuovo millennio
Con il decreto luogotenenziale di Umberto II del 17 novembre 1944, Roma cessò lo status di governatorato e tornò a essere un comune e, a seguire, l'ATAG fu rinominata in ATAC, acronimo di Azienda Tramviaria Autofiloviaria Comunale.

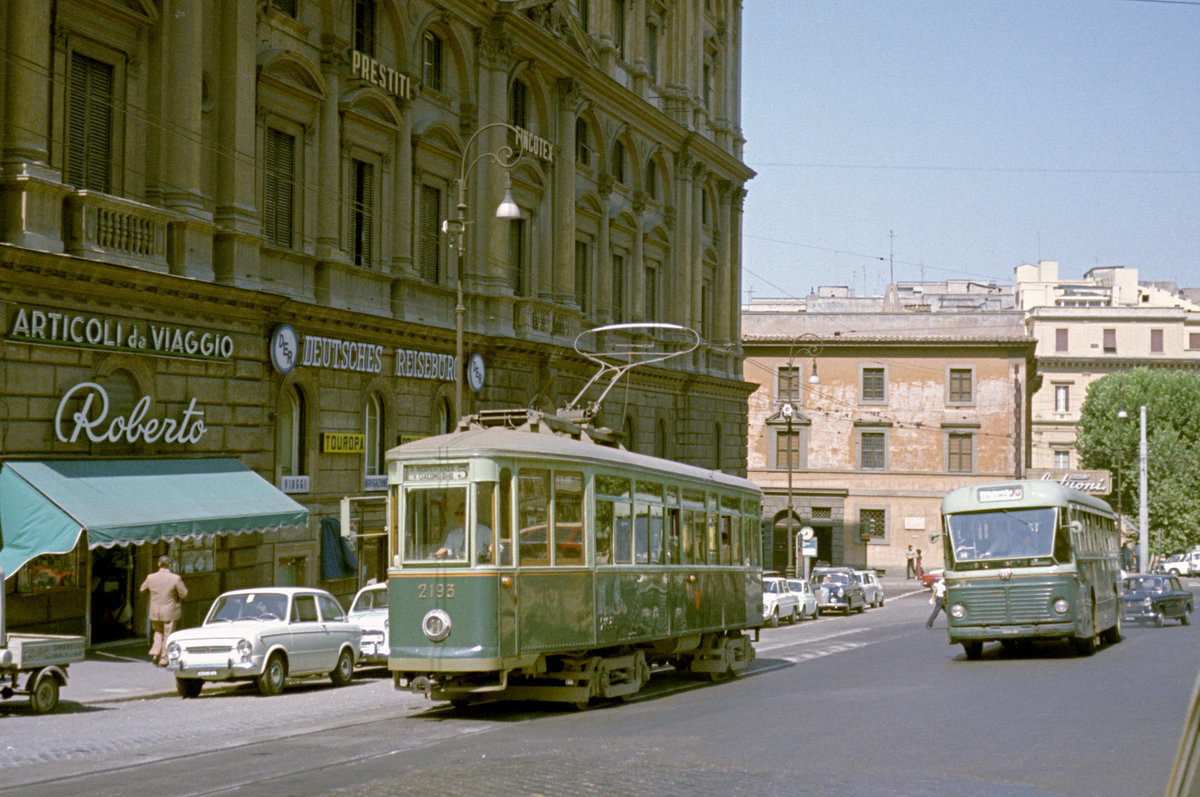
Tram MRS e Lancia 703 Viberti su via Liberiana nel 1970

Nel 1946, dopo la proclamazione della repubblica, l'ATAC aveva una consistenza di 26 linee tranviarie, la più periferica delle quali era il 35 che giungeva fino all'ospedale psichiatrico Santa Maria della Pietà alla sommità di Monte Mario; quattro circolari, due esterne e altrettante interne; 8 linee di filobus e 13 linee automobilistiche, che nelle estreme propaggini servivano le zone di Tomba di Nerone, Tufello, Settecamini, Ponte Mammolo, Tor Sapienza, Cecchignola, Trullo e Primavalle; tuttavia l'amministrazione comunale stava incontrando grossi problemi a gestire il servizio perché l'ATAC era gravata da un deficit pregresso cui solo la natura di ente pubblico impediva di evolvere in fallimento giudiziario; in particolare, l'amministrazione non era ancora rientrata delle sofferenze economiche sostenute nel periodo tra l'armistizio e la Liberazione, solo parzialmente attenuate col ricorso all'aumento delle tariffe di viaggio; ancora a tre anni dalla fine del conflitto, il Partito Comunista sollecitò il governo con un'interrogazione affinché rimborsasse alla municipalizzata i danni economici subiti durante l'occupazione tedesca e il periodo fino alla fine delle ostilità.

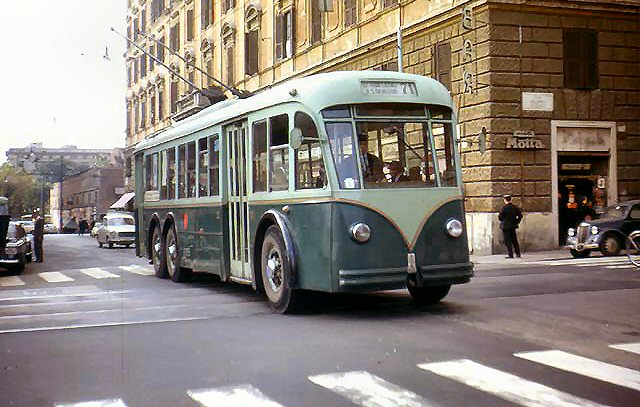
Filobus FIAT 672F attivo sulla linea 71 nel 1963

A marzo 1949 fu avviato un piano di ristrutturazione, basato sull'accorpamento linee, che tuttavia non risolveva il problema principale di sostanziale duplicazione di funzioni con la STEFER, anch'essa comunale, che gestiva e apriva nuove linee in proprio senza legame organico né integrazione con quelle dell'ATAC; gli stessi consiglieri che deliberarono l'aumento dei biglietti, e l'istituzione dei primi abbonamenti mensili, si dichiararono consci che senza l'intervento di risarcimento del governo le misure erano destinate ad avere scarso effetto.
Ancora a fine 1951, sei anni e mezzo dopo la fine della guerra, il quotidiano l'Unità accusò la dirigenza ATAC di inefficienza per affidarsi solo al rincaro dei titoli di viaggio e il governo per aver risarcito quasi interamente gli operatori del trasporto privato, laddove le due aziende capitoline avevano ricevuto solo minimi rimborsi: in particolare l'ATAC era stata all'epoca destinataria di soli 720 milioni di lire a fronte dei 12 miliardi di sofferenza.

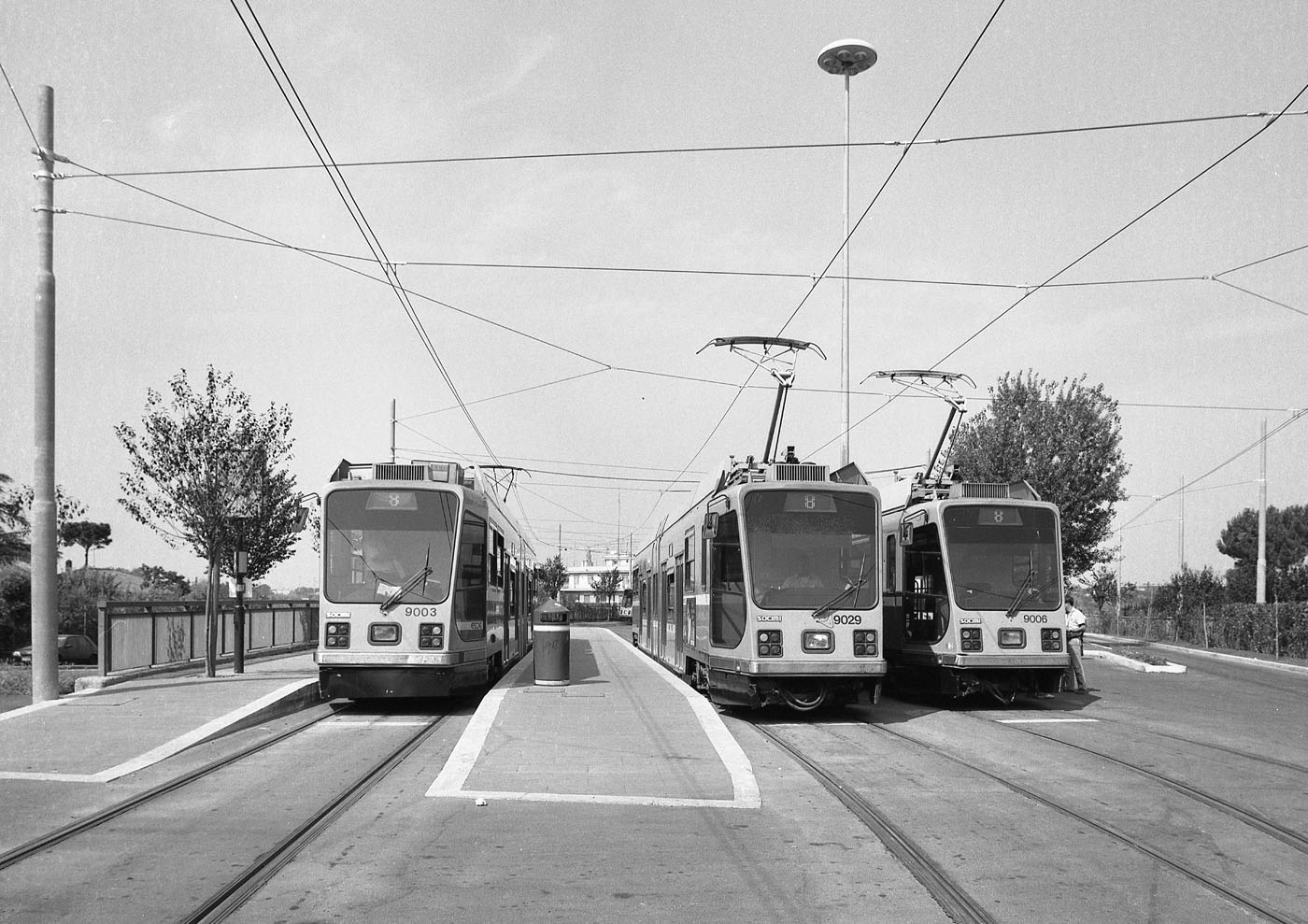
Il capolinea Casaletto del tram 8 nel 1998

La questione dei risarcimenti fu anche all'ordine del giorno della campagna elettorale comunale 1952 del Blocco del Popolo; tuttavia, il sindaco Rebecchini, rieletto dopo che la Democrazia Cristiana vinse le elezioni, lungi dal sollecitare i rimborsi dal governo, ripropose la politica dell'aumento tariffe, che nel 1951 era stato costretto a mettere da parte dopo le sollevazioni in consiglio e tra la cittadinanza; nel 1953 l'azienda era in deficit di circa 2 miliardi e mezzo di lire.
La situazione debitoria dell'ATAC, in aggravamento di anno in anno, impediva anche investimenti su mezzi e sviluppo della rete, e una nuova proposta di aumento tariffe, in assenza di una volontà politica del comune di Roma di imporsi per pretendere il risarcimento dei danni di guerra, portò a manifestazioni contro il carovita organizzati dalle opposizioni e scioperi proclamati dal sindacato.
Con l'apertura del primo tronco di metropolitana a Roma tra la stazione Termini e Laurentina, in carico alla STEFER, e l'assegnazione alla Capitale delle Olimpiadi del 1960, il comune pensò di razionalizzare la spesa con l'accorpamento delle linee d'autobus e l'inizio dello smantellamento delle linee elettriche sia su gomma che su rotaia e conversione in mezzi a combustione.
Nei primi anni settanta non mancò chi denunciò la generalizzata scarsità di trasporto urbano su ferro come risultato delle pressioni dell'industria degli pneumatici e degli automezzi a combustione; al 1974 Roma contava solo tre linee tranviarie complete, tutte passanti per Porta Maggiore: la 12 (poi divenuta 516) e la 14, entrambe con capolinea alla stazione Termini e transitanti su via Prenestina che provenivano rispettivamente dalle zone popolari di Centocelle e dal Quarticciolo, nonché la 13, che da largo Preneste a Porta Maggiore compiva il tragitto in comune con le due citate linee per poi recarsi a san Giovanni e, attraverso Porta San Paolo, Porta Portese e Trastevere si recava a Monteverde Nuovo.

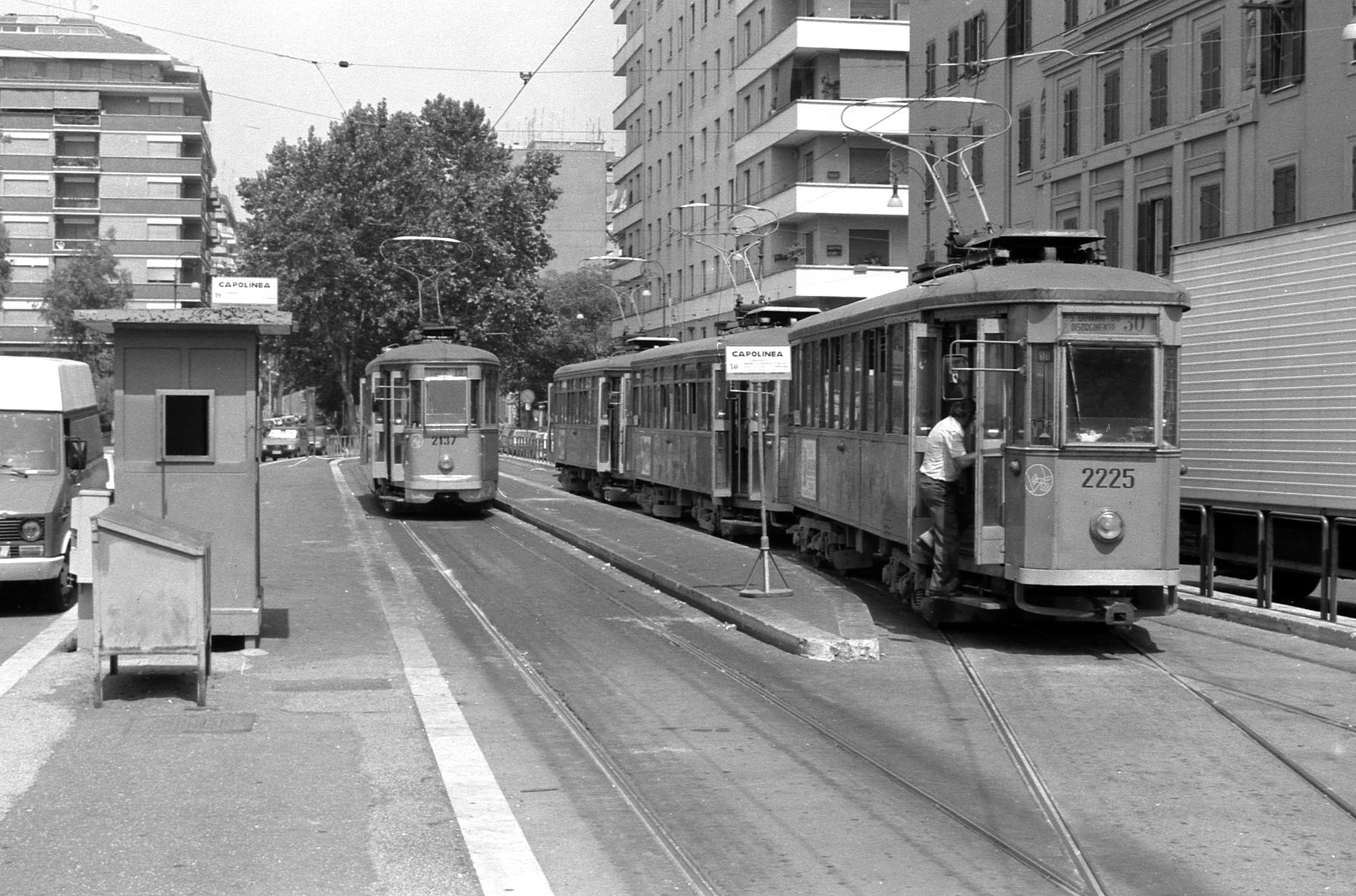
Tram MRS della linea 19 al capolinea di piazza Mancini, 1989

Vi era poi un'ulteriore linea, il 29, che faceva servizio circolare tra Valle Giulia e piazza del Risorgimento appoggiandosi anche a bus sostitutivi; il 1º agosto 1974 partì una nuova linea, la 19, che dallo stesso capolinea del 12 arrivava fino a Porta Maggiore ma poi, dopo aver deviato per lo scalo San Lorenzo, raggiungeva il cimitero del Verano e si fermava a piazza Galeno, lungo viale Regina Margherita, qualche centinaio di metri dopo il Policlinico Umberto I; il 2 marzo 1975 fu definitivamente soppressa la linea 29 e rimpiazzata dal 30, tracciato ad anello aperto da piazza del Risorgimento a Monteverde, ricavato sulla linea della vecchia linea 29 fino a valle Giulia, da lì fino a Porta Maggiore su quello della citata 19 (il cui capolinea nel frattempo era stato spostato proprio a valle Giulia) e a seguire quello della 13 fino a Monteverde.
La giunta di sinistra che, per la prima volta, conquistò la guida del comune di Roma nel 1975, iniziò la ristrutturazione del trasporto pubblico con la messa in cantiere di nuove linee sia su ferro che su gomma; nel 1976 la STEFER, che gestiva una rete autoferrotramviaria parallela, fu fusa insieme alla ferrovia Viterbo-Roma nell'A.CO.TRA.L. (Azienda Consortile Trasporti Laziali) e la rete urbana passò all'ATAC, con relativa rinumerazione delle linee già esercite dalla STEFER; nel 1979 ATAC operò la ristrutturazione delle zone con rinumerazione delle linee: al centro storico fu assegnato il numero di zona 1, mentre a partire dalla zona Aurelio-Trionfale e in senso orario le zone furono numerate da 2 a 9; la zona fuori dal Grande raccordo anulare ricevette la numerazione zero.
Le linee sarebbero state identificate dai numeri di zona dei due capilinea (prima e seconda cifra) e un numero progressivo da 0 a 9 più eventuali lettere dell'alfabeto (tuttavia mai usate) per arrivare a venti linee per coppia di zone; in coerenza con tale sistema furono cambiati anche i numeri delle linee tramviarie 12 e 12 barrato, rispettivamente rinominati 516 e 517.
Nel 1983 fu completato il tratto di binario che collega viale delle Belle Arti a piazza Mancini, dove il 4 settembre di quello stesso anno fu inaugurato il nuovo capolinea del tram 19.
La linea divenne di largo utilizzo per il trasporto degli spettatori ai vicini stadi Flaminio e Olimpico.
Già nel 1990, tuttavia, in occasione del campionato mondiale di calcio organizzato dall'Italia, la linea subì un'ulteriore modificazione: terminato il tratto di binario tra piazzale Flaminio e il ministero Difesa Marina, l'ATAC istituì una nuova linea veloce di collegamento tra la fermata Flaminio della metro A e piazza Mancini, il 225, contemporaneamente ripristinando il capolinea del 19 a piazza del Risorgimento.

### Anni 2000: trasformazioni societarie

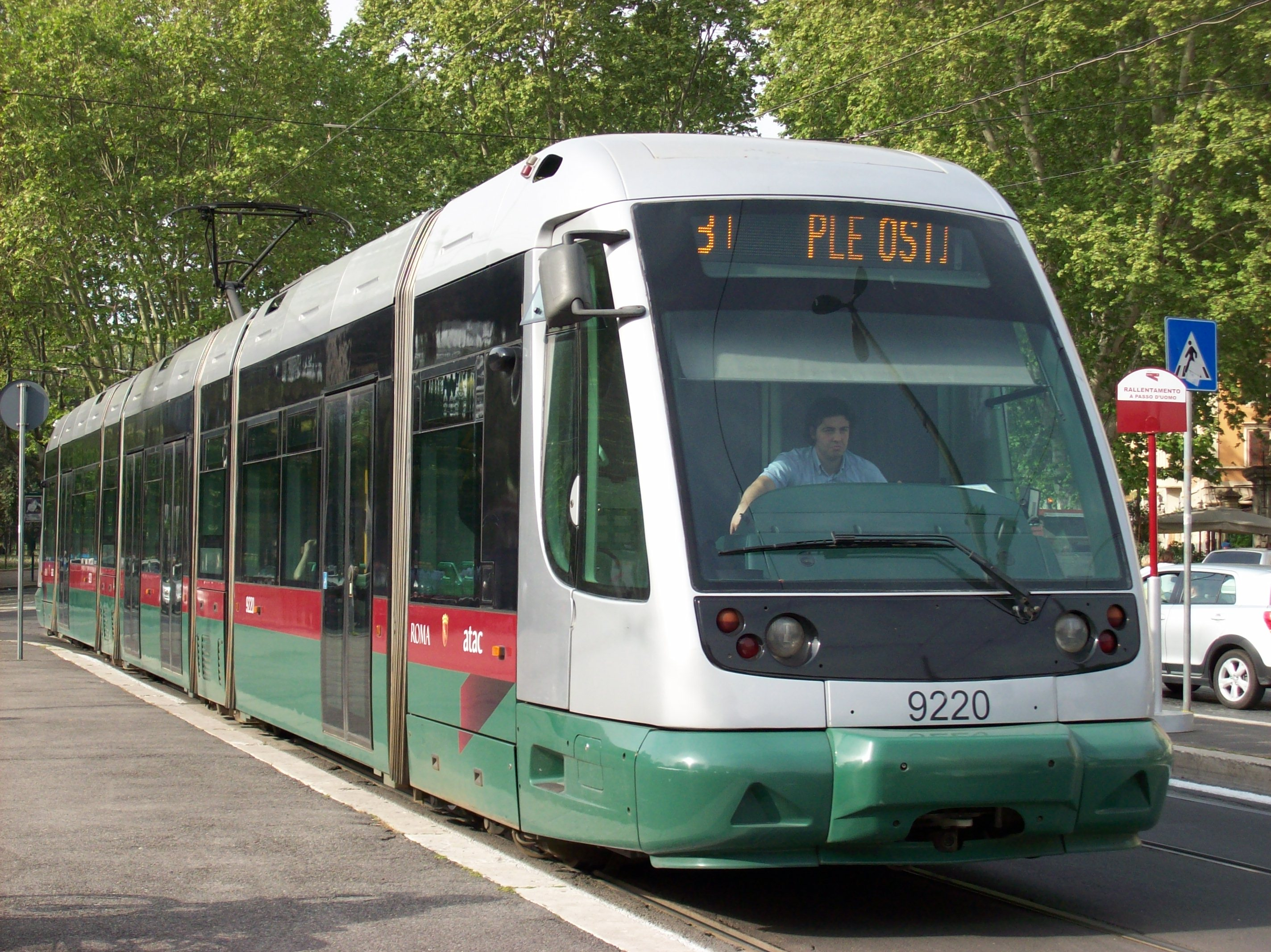
Fiat Cityway Roma II in servizio sulla linea 3 nei pressi di porta San Paolo

In ossequio alla riforma del settore del trasporto pubblico locale iniziata a livello statale nel 1997, il consiglio comunale deliberò nell'ottobre 1999 la societarizzazione dell'ATAC, trasformandola in ATAC Spa; nel corso del 2000 il Comune deliberò la costituzione di diverse società di servizi integrandole con le aziende della Regione Lazio.
Il 18 dicembre 2000 la società fu scissa in due componenti separate: Trambus, a cui fu affidata la gestione operativa della rete di superficie, e ATAC, con funzione di pianificazione, regolazione e controllo del trasporto pubblico romano.
Proprio sotto questa veste l'azienda gestì il sub-affidamento di parte della rete autobus diurna e successivamente dell'intera rete notturna in favore del consorzio privato Tevere TPL (formato dalle aziende SITA, APM Perugia e CoTrI). Nel corso del 2001 la società Met.Ro., gestore della metropolitana di Roma e delle tre ferrovie ex concesse (Roma-Civita Castellana-Viterbo, Roma-Lido e Roma-Pantano), cedette ad ATAC il ramo d'azienda concernente diverse attività: staff patrimonio e vigilanza, affari generali legali e istituzionali (AGLI) e servizi collettivi, funzione amministrazione e finanza, servizio controllo di gestione, funzione innovazioni e ricerca, funzione marketing, comunicazione e commerciale, funzione ingegneria, funzione personale (formazione e sviluppo risorse umane), funzione sistemi informativi e servizi patrimoniali.
Il 15 luglio 2005 si conclude l'iter di incorporazione di Società Trasporti Automobilistici (STA), società interamente controllata dal comune di Roma e incaricata della gestione della sosta tariffata, delle corsie preferenziali, dei semafori, delle zone a traffico limitato (ZTL), dei parcheggi di scambio e dei servizi di car sharing. Successivamente il 20 dicembre 2005, su indirizzo del consiglio comunale di Roma, venne istituita la società ATAC Patrimonio S.p.A., interamente controllata dalla municipalizzata a cui fu trasferito il patrimonio immobiliare di pertinenza aziendale. Nel corso dell'anno successivo ATAC acquisì le azioni di Officina Grandi Revisioni S.r.l., azienda costituita dal comune di Roma per officiare la revisione e manutenzione di filobus, tram e treni romani e non.
Con il 2009 il consiglio comunale approvò una delibera per un'ulteriore riorganizzazione del settore: da ATAC fuoriuscirono Roma Patrimonio S.r.l., interamente controllata dal comune di Roma e posta in liquidazione nel 2011 che assunse le competenze di ATAC Patrimonio, e Roma Servizi per la Mobilità, che assunse le competenze ereditate da ATAC con l'incorporazione di STA; contestualmente furono incorporate le due società incaricate della gestione operativa del trasporto pubblico locale su ferro e su gomma, ossia Trambus, e le relative controllate Trambus Electric e Trambus Engineering, e Met.Ro. Inoltre ATAC scelse di portare avanti, coerentemente con gli indirizzi del proprio socio unico, un processo di semplificazione delle proprie partecipate incorporando ATAC Patrimonio e Officina Grandi Revisioni, procedura portata a compimento nel 2014. Da Trambus ATAC ereditò anche una partecipazione del 60% in Trambus Open, azienda poi posta in liquidazione nel 2013 e dichiarata fallita nel 2016. Tra i suoi ultimi compiti di agenzia della mobilità ATAC fu la stazione appaltante della gara che assegnò il 20% della rete autobus, in parte già gestito da Tevere TPL, al consorzio privato Roma TPL, costituito in larga parte dai soci del precedente operatore che fu incorporato nel 2011.

### La procedura fallimentare, il referendum e novità tecniche
Nel 2017 l'azienda, con un debito pari a 1,4 miliardi di euro, su iniziativa del sindaco Virginia Raggi ha richiesto l'ammissione alla procedura di concordato preventivo al tribunale fallimentare. L'istanza è stata accolta il 27 settembre 2017 e dopo la presentazione del piano industriale per il rientro del debito il 30 maggio 2018 è stata ammessa alla procedura il 27 luglio 2018; successivamente il 9 gennaio 2019 l'assemblea dei creditori ha approvato il piano concordatario con una maggioranza pari a circa il 70% mentre il 25 giugno 2019 il tribunale fallimentare ha emesso il relativo decreto di omologa. Al fine di permettere il regolare svolgimento della procedura Roma Capitale ha prorogato l'affidamento diretto del servizio all'azienda fino a fine 2021; tale scelta è stata tuttavia osteggiata da alcuni comitati locali e ha portato all'indizione di un referendum consultivo in cui sono stati espressi due quesiti: il primo riguardava la messa a gara dell'intero sistema di trasporto pubblico locale gestito dall'azienda mentre il secondo riguardava la promozione di nuovi sistemi di trasporto pubblico locale non di linea. Il referendum si è tenuto l'11 novembre 2018 dopo un primo rinvio e ha visto la vittoria dei "Sì" sia al primo quesito (291 424, pari al 75,5%) che al secondo (286 747, pari al 74,5%). L'ente comunale si è tuttavia rifiutato, inizialmente, di riconoscere il risultato per via del mancato raggiungimento del quorum, corrispondente al 33% degli aventi diritto al voto; ad aver votato infatti furono circa in 387 700, pari al 16,4% degli aventi diritto. Tuttavia, con due sentenze distinte, il tribunale amministrativo regionale del Lazio si è espresso in favore dei promotori del referendum, sostenendo nel primo caso la non necessità del quorum e criticando con la seconda sentenza la condotta dell'ente comunale, richiedendo la proclamazione del risultato. Anche l'Autorità garante della concorrenza e del mercato (AGCM) ha espresso un parere negativo in merito alla proroga del contratto di servizio ritenendola dannosa alla regolare concorrenza.
Da settembre 2018 viene esteso l'uso degli autobus dotati di tornelli a bordo, con obbligatorietà di entrata con biglietto (acquistabile direttamente a bordo, pur con un costo maggiorato a 2€). Dopo un'iniziale volontà nel 2018 di voler aumentare il costo del biglietto standard (BIT - Biglietto Integrato a Tempo di 100 minuti) da 1,50€ a 2€ dal 2023, secondo il nuovo contratto siglato tra l'ATAC stessa e la Regione Lazio nel 2018, tale decisione è stata poi rinviata al futuro, non comparendo più negli aggiornamenti tariffari.
Nel 2019 la regione Lazio ha adottato una delibera di indirizzo per affidare ad ASTRAL la gestione dell'infrastruttura e a Cotral il servizio delle ferrovie ex-concesse Roma-Lido e Roma-Civita Castellana-Viterbo, subentrando alla società comunale. Dopo varie proroghe e un periodo in affiancamento ASTRAL e Cotral sono subentrate definitivamente ad ATAC il 1º luglio 2022.

## Attività

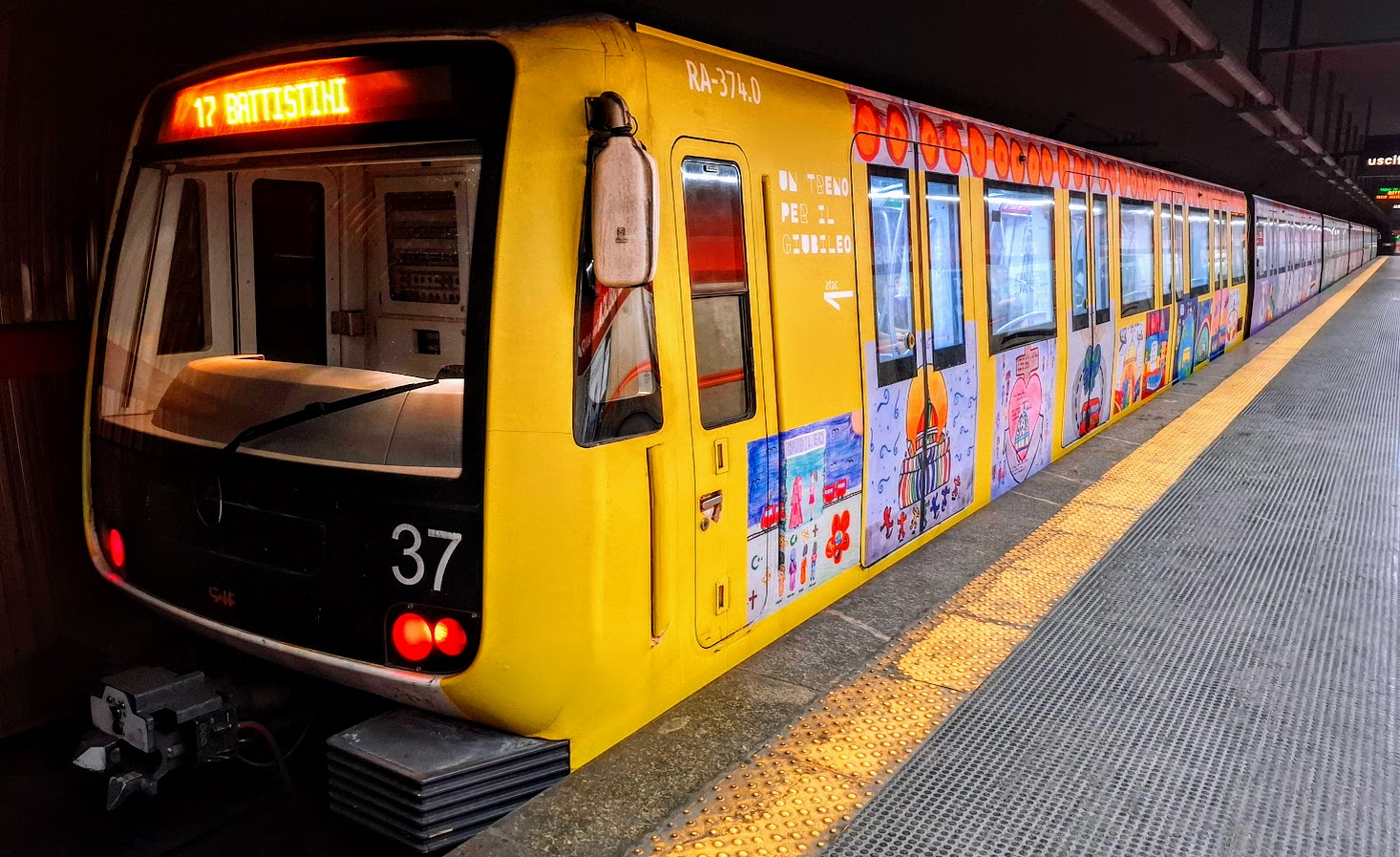
CAF MA300 della Linea A in livrea Giubileo in sosta alla stazione Repubblica

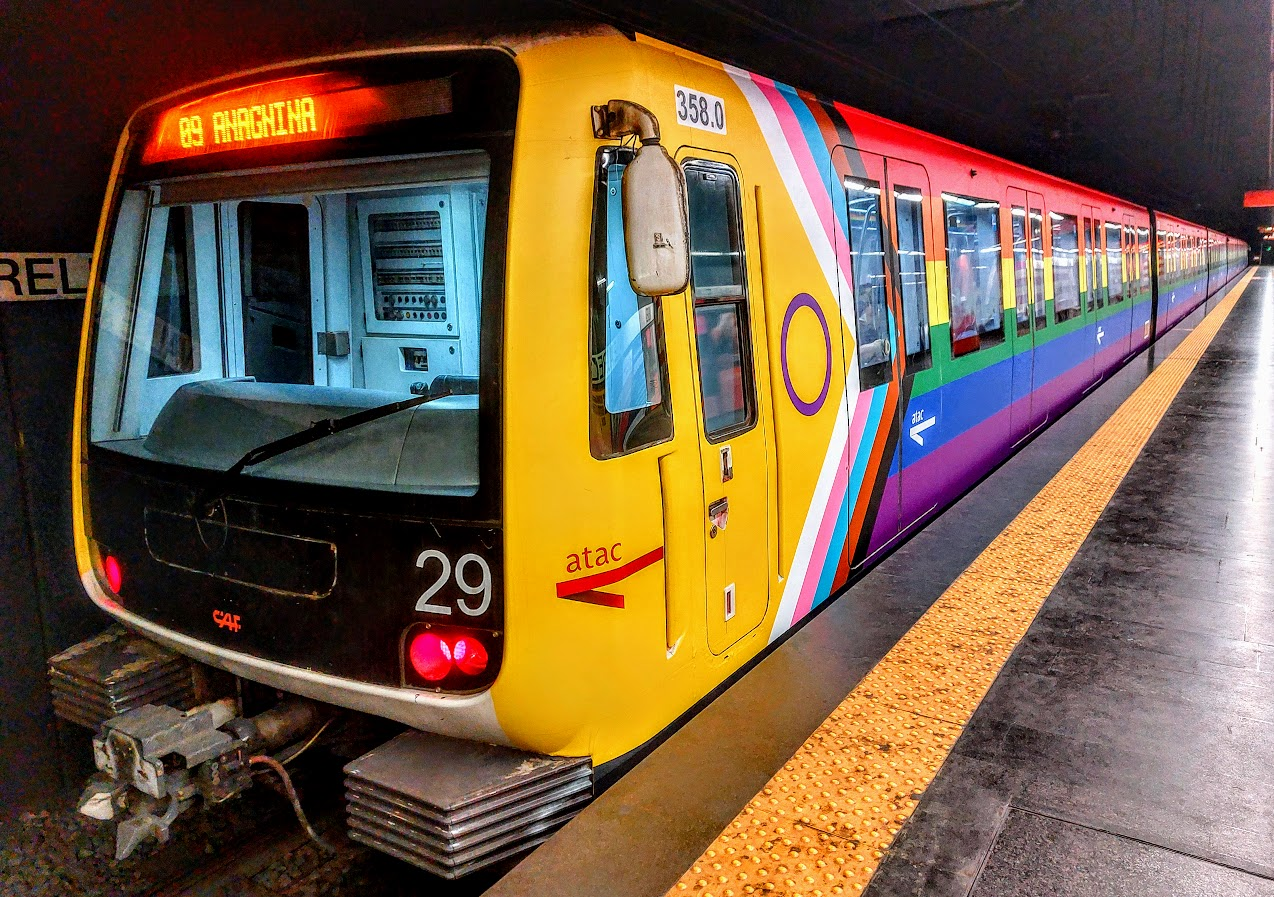
CAF MA300 della Metro A in livrea Arcobaleno in sosta alla stazione di Valle Aurelia

### Trasporto pubblico locale
ATAC gestisce gran parte del sistema di trasporto pubblico locale a Roma e in particolare opera: circa 248 linee autobus, due linee filoviarie (74 e 90), la ferrovia isolata Roma-Giardinetti, tre linee della metropolitana (A, B/B1 e C) e le sei linee tranviarie urbane (2, 3, 5, 8, 14 e 19). Nel complesso il servizio di trasporto pubblico gestito da ATAC si estende per:
- 1847 km in superficie (bus, filobus e tram);
- 9,2 km di ferrovia in superficie (ferrovia Roma-Giardinetti);
- 59,407 km di tratta metropolitana.

L'azienda è altresì responsabile della manutenzione delle fermate autobus, filobus e tram (circa 8147), delle fermate della metropolitana (73) e delle stazioni ferroviarie (12) oltre che dell'armamento metroferrotranviario.
ATAC è inoltre il gestore e principale beneficiario degli incassi del sistema tariffario integrato Metrebus, che include anche Cotral e Trenitalia.

### Servizi integrativi
La gestione dei servizi integrativi al trasporto pubblico comprende la gestione e manutenzione degli stalli di parcheggio a pagamento, contrassegnati da una segnaletica orizzontale a strisce blu, e dei parcheggi di interscambio, siti presso i principali snodi del trasporto pubblico.
Al 2023 l'azienda gestisce 73 490 stalli di sosta a pagamento, suddivisi in 29 ambiti territoriali e concentrati prevalentemente nel centro storico, tra cui sono ripartiti i 2 068 parchimetri multifunzione, e 35 parcheggi di scambio, che dispongono di un totale di 14 907 posti auto.

### Altre attività
L'azienda, in via residuale, gestisce un servizio di noleggio con conducente di vetture gran turismo e tram storici a cui si aggiungono, previa autorizzazione, anche autobus e tram urbani adibiti al servizio di linea utilizzabili in occasione di riprese cinematografiche o eventi particolari.

## Dati societari

### Struttura societaria
ATAC è una società per azioni unipersonale soggetta alla direzione e al coordinamento da parte dell'ente Roma Capitale, che ne è socio unico. Il modello di governo d'impresa è di tipo dualistico e si compone di un consiglio di amministrazione o amministratore unico, in entrambi i casi nominati dal socio unico nella persona del Sindaco previa approvazione dell'assemblea dei soci, e di un collegio sindacale, nominato dall'assemblea dei soci e composto da tre sindaci. La gestione dell'impresa è assegnata a partire dal 2022 ad un consiglio di amministrazione composto da Giovanni Mottura in qualità di presidente (già amministratore unico dal 2020) e da Arrigo Giana e Francesca Di Donato quali consiglieri.
Dopo la razionalizzazione portata avanti nel 2014 non dispone di società controllate ma presenta partecipazioni per il 13,5% nel capitale di Le Assicurazioni di Roma (AdiR), società di mutua assicurazione controllata da Roma Capitale, e per lo 0,03% nel capitale di Tecnopolo S.p.A. In passato ha detenuto partecipazioni in: ATAC Parcheggi e Transel Italia (100%), ATAC Patrimonio e Officine Grandi Revisioni (100%), queste ultime due incorporate nel 2014, Trambus Open (60%), posta in liquidazione nel 2013 e cancellata dal registro delle imprese nel 2015, Bravobus (49%), le cui quote sono state cedute al socio Bravosolution nel 2014, Sicurezza, Mobilità, Segnaletica (8%), Società Trasporti Automobilistici (2,2%), incorporata nel 2005, e Risorse per Roma (1,01%).

### Indicatori economici
Secondo i dati del bilancio d'esercizio 2020 il valore della produzione ammonta a € 887,6 milioni mentre l'utile d'esercizio registra una perdita di € 22 milioni. In base al bilancio l'azienda ha conseguito:
- € 507,1 milioni dal contratto di servizio per il TPL con Roma Capitale;
- € 131,8 milioni dalla vendita di titoli di viaggio;
- € 76,1 milioni dal contratto di servizio per le ferrovie ex concesse con la regione Lazio;
- € 26,6 milioni dal contratto di servizio per la mobilità privata con Roma Capitale;
- € 18,5 milioni dalle coperture dei costi sociali;
- € 1,8 milioni dal contratto di servizio con Æqua Roma;
- € 1,7 milioni da sanzioni e altri servizi;
- € 521 584 dalla sosta tariffata e parcheggi di scambio;
- € 10 997 dai servizi NCC e riservati;
- € 115,7 milioni da altri ricavi.[67]

## Immobili e impianti
ATAC per le proprie attività gestisce un ampio patrimonio immobiliare composto in larga parte dalle rimesse aziendali. Nel corso degli anni l'azienda ha anche dismesso gradualmente parte dei propri immobili non più funzionali all'esercizio tra cui rimesse e sottostazioni elettriche non più attive.

### Rimesse attive
ATAC possiede 16 impianti aziendali di cui: uno adibito al rimessaggio e officina per i tram, sei adibiti a rimesse ed officine per metropolitana e ferrovie e otto adibite a rimesse e officine per autobus e minibus; a questi si aggiungono le officine centrali in via Prenestina, 45 che ospitano la sede principale dell'azienda nonché parte del parco rotabile tranviario.

#### Autobus e tram
- Officine Centrali (via Prenestina 45)
- Rimessa Acilia (viale Enrico Ortolani 293)
- Rimessa Grottarossa (via della Stazione di Grottarossa)
- Rimessa Magliana (via Luigi Candoni 101)
- Rimessa Montesacro (via di Monte Sacro 18)
- Rimessa Porta Maggiore (piazza Caballini)
- Rimessa Portonaccio (via di Portonaccio 2)
- Rimessa Tor Pagnotta (via Mario Carucci 105)
- Rimessa Tor Sapienza (via Prenestina 575)
- Rimessa Tor Vergata (via di Tor Vergata 193)
- Rimessa Trastevere (piazza Bernardino da Feltre)

#### Metropolitana e ferrovie concesse
- Deposito Magliana Nuova (viale Egeo - via dell'Oceano Indiano)
- Deposito Osteria del Curato (via del Casale Ferranti)
- Deposito Graniti (via Tor Sant'Antonio)
- Deposito Centocelle (via Riofreddo, 9)
- Deposito Catalano (via Catalano)

### Ex sedi, rimesse e impianti dismessi

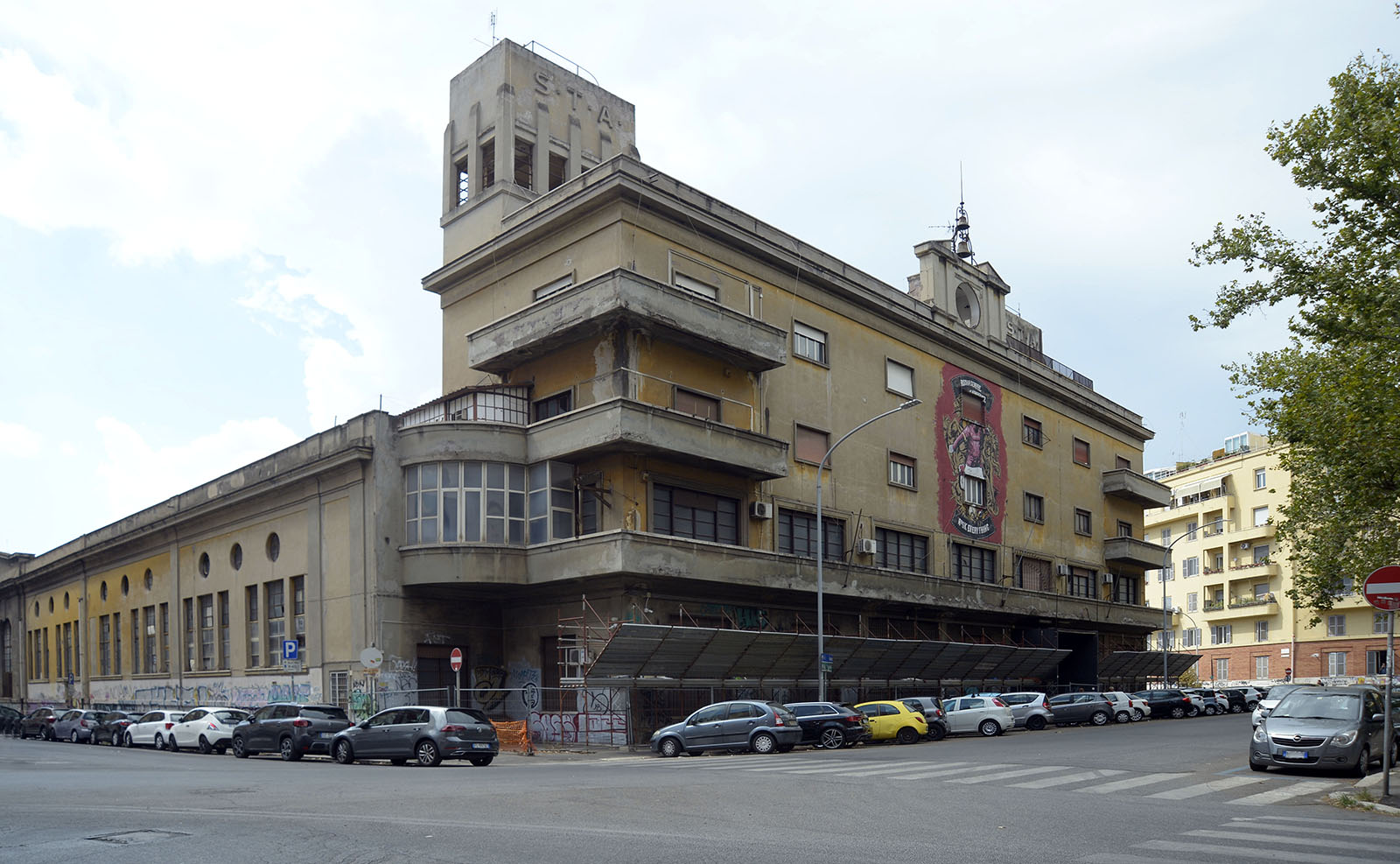
L'ex rimessa Tuscolana di piazza Ragusa

- Palazzo Montemartini (largo Giovanni Montemartini)
- Rimessa San Paolo (via Alessandro Severo)
- Rimessa ex STA Tuscolana (piazza Ragusa)
- Rimessa Vittoria (piazza Bainsizza)
- Deposito Flaminio (via Flaminia)
- Rimessa Collatina (via Renato Birolli 6)
- Deposito Santa Croce (piazza Santa Croce in Gerusalemme)
- Deposito Lega Lombarda (via della Lega Lombarda)
- Deposito Trionfale
- Rimessa Eritrea (via Lucrino)
- Deposito piazza Caprera (piazza Caprera)
- Rimessa Portuense
- Autorimessa Tiburtina
- Rimessa Ostia (corso Duca di Genova)

## Flotta

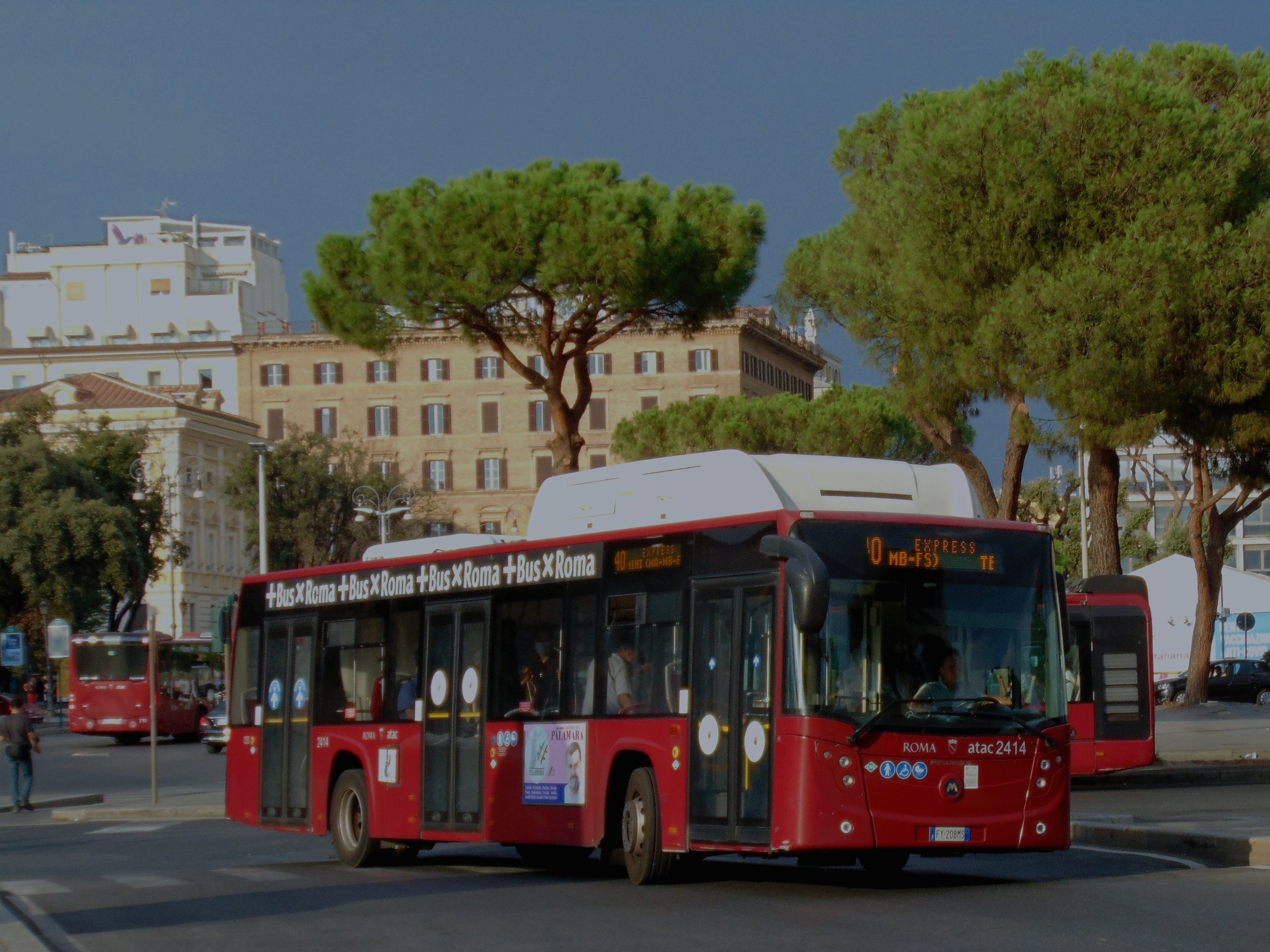
Menarinibus Citymood CNG presso la stazione di Roma Termini

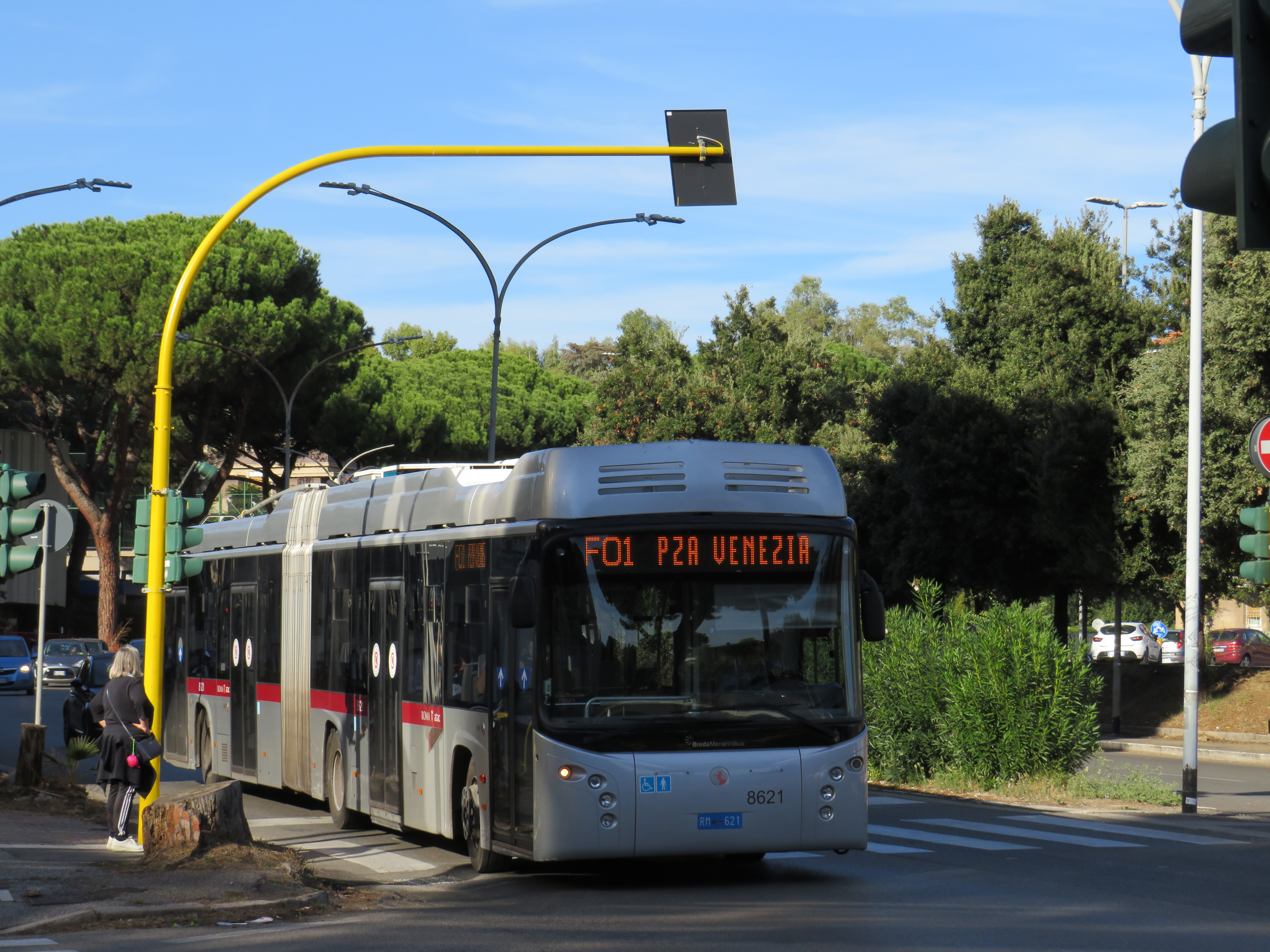
BredaMenarinibus Avancity+ HTB di ATAC in servizio sul collegamento F01 per Piazza Venezia

ATAC possiede una flotta di diversi tipi di veicolo.
Parte di essi sono di diretta proprietà dell'azienda e altri concessi dal socio unico Roma Capitale o altri soggetti.
Al 2020 la flotta è costituita da:
- 2050 autobus e minibus di cui
  - 1077 di proprietà
  - 474 in leasing
  - 477 in contratto di usufrutto oneroso e proprietà di Roma Capitale
- 75 filobus di cui
  - 30 di proprietà
  - 45 di Roma Metropolitane
- 164 tram, tutti di proprietà
- 93 treni per la metropolitana, tutti di proprietà
- 63 treni per le ferrovie di cui:
  - 39 di proprietà dell'azienda
  - 17 di Roma Capitale
  - 15 di Regione Lazio[68]

Ad essi si aggiungono i vari veicoli di servizio, che comprendono trattori stradali, autobotti, camion e furgoni con vari allestimenti, autovetture monovolume per l'ispezione e il pronto intervento oltre che un numero imprecisato di vetture gran turismo.